# Jakubany
Jakubany (węg. Szepesjakabfalva, niem. Jakobau) – wieś (obec) na Słowacji w kraju preszowskim, powiecie Lubowla. Znajduje się na południe od miasta Lubowla, w dolinie rzeki Jakubianka, w obrębie dwóch regionów geograficznych: Spišsko-šarišské medzihorie i Góry Lewockie. Pierwsza wzmianka pisemna o miejscowości pochodzi z roku 1322.

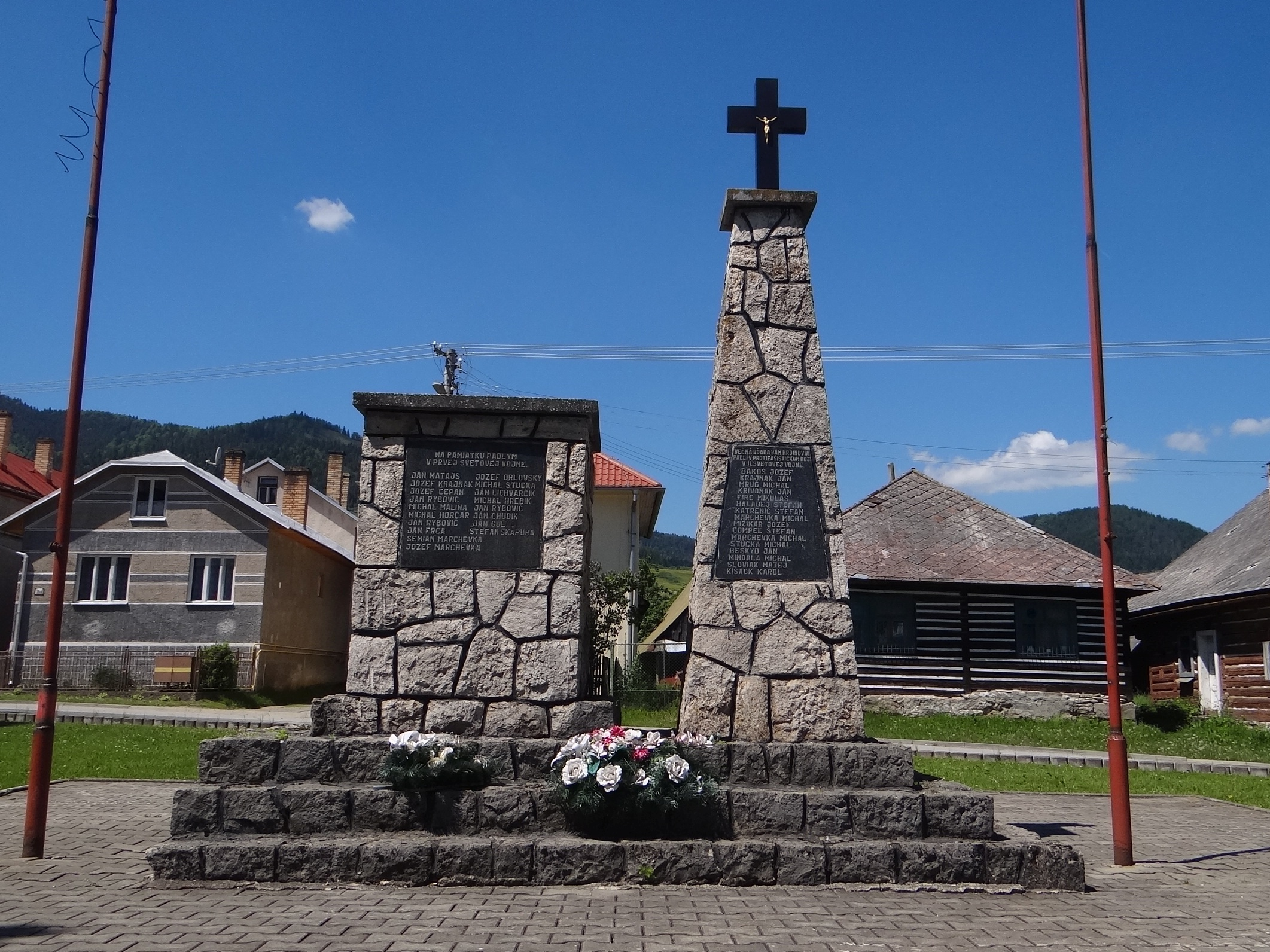
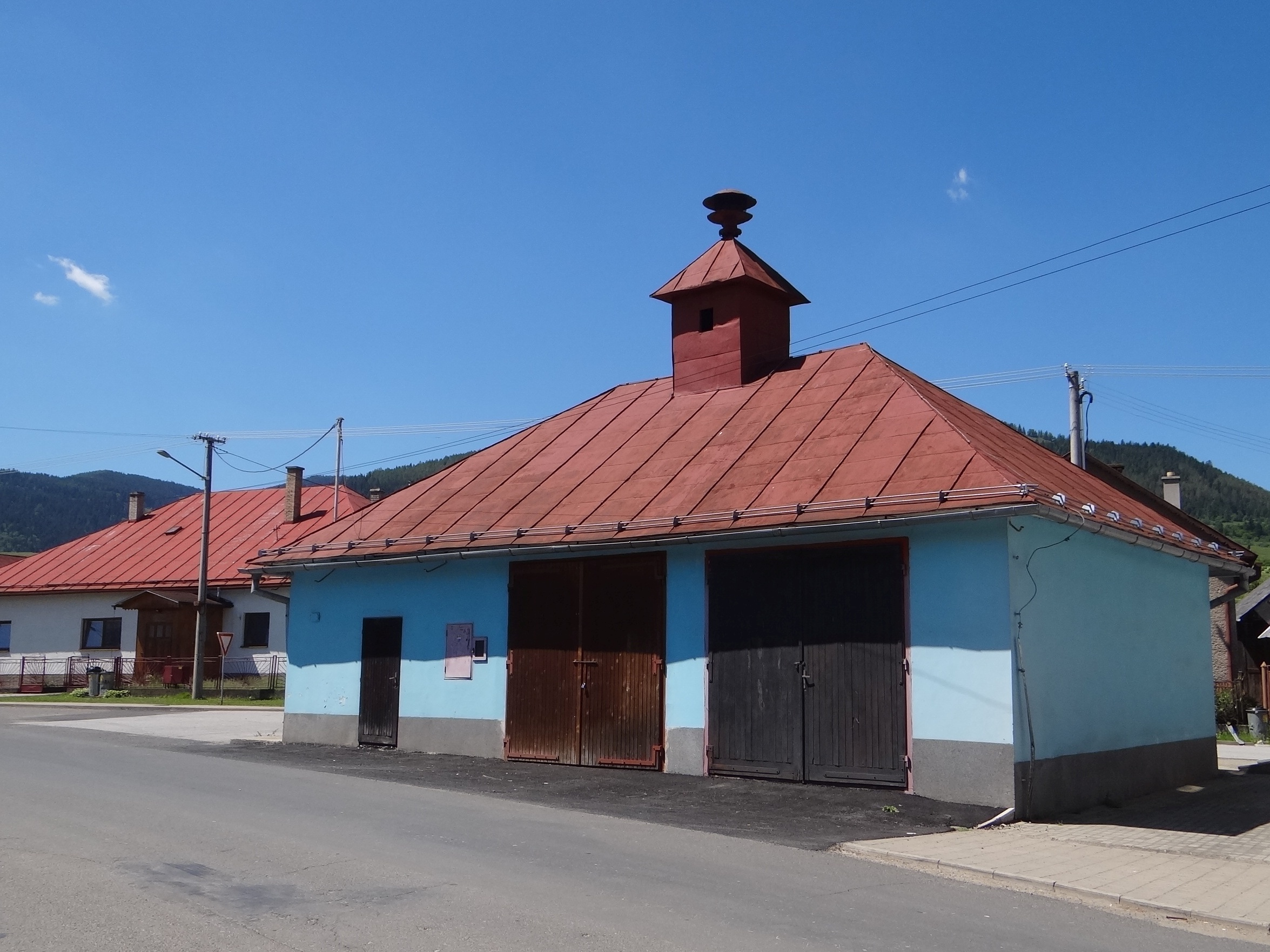
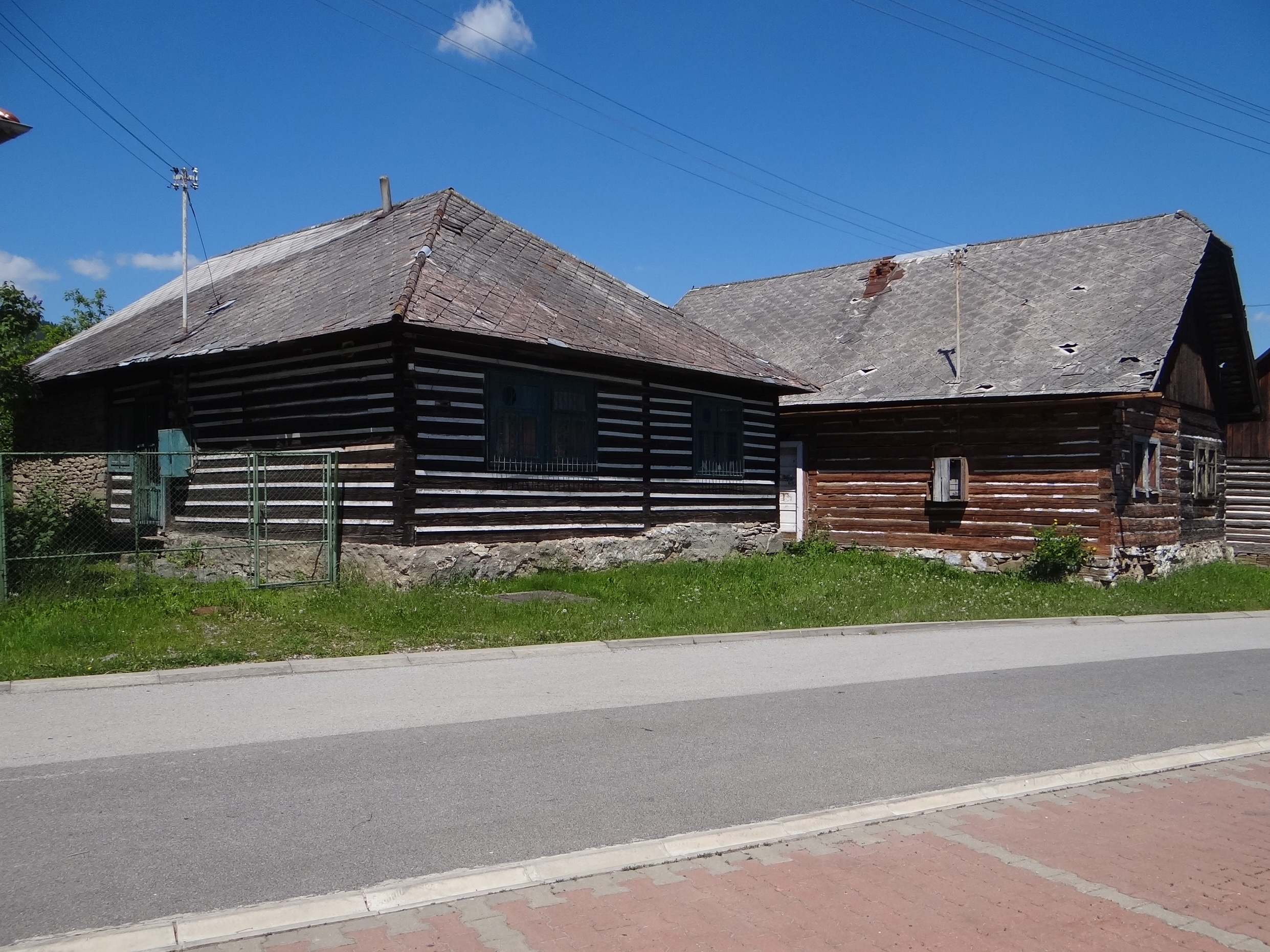
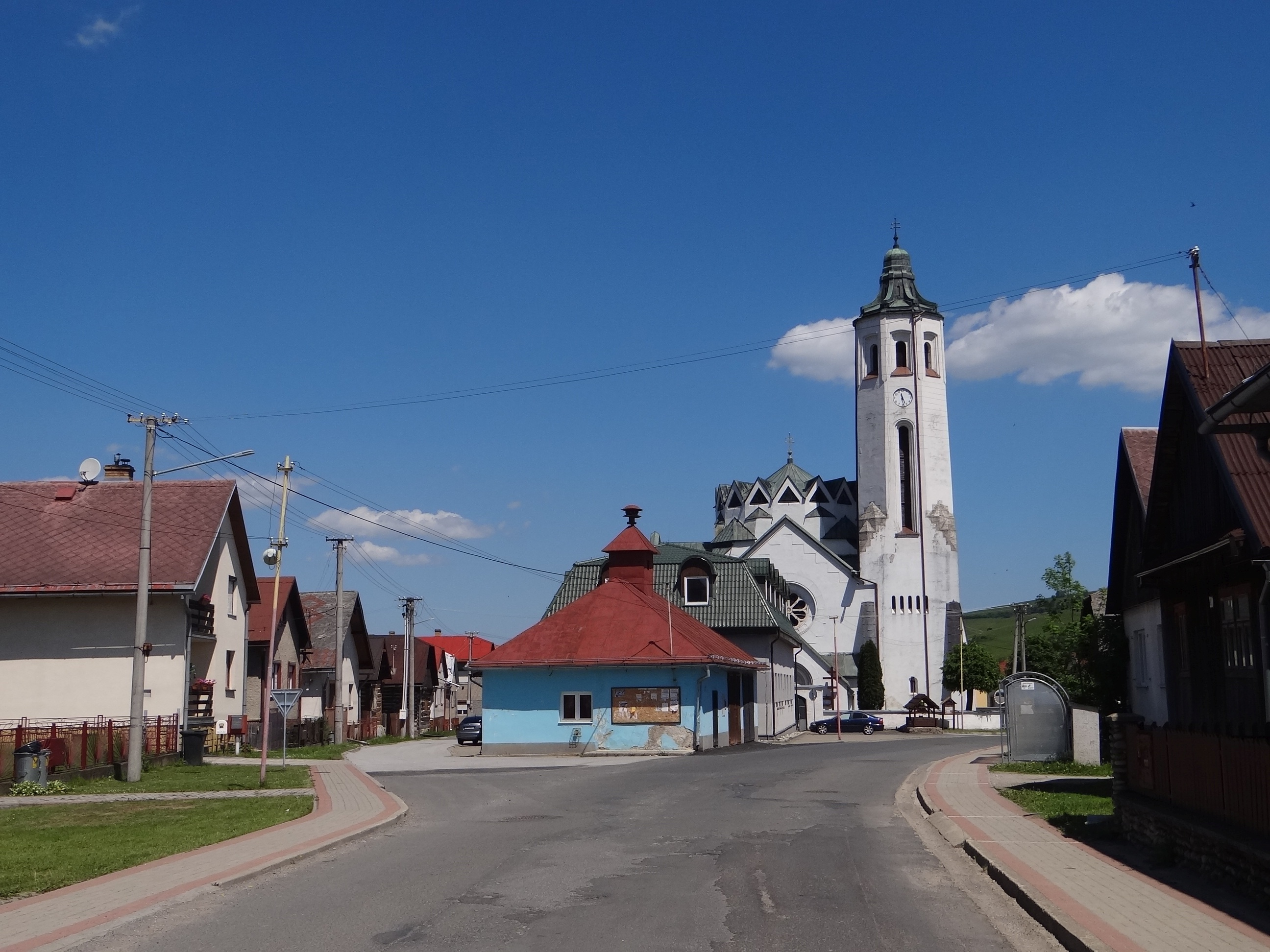
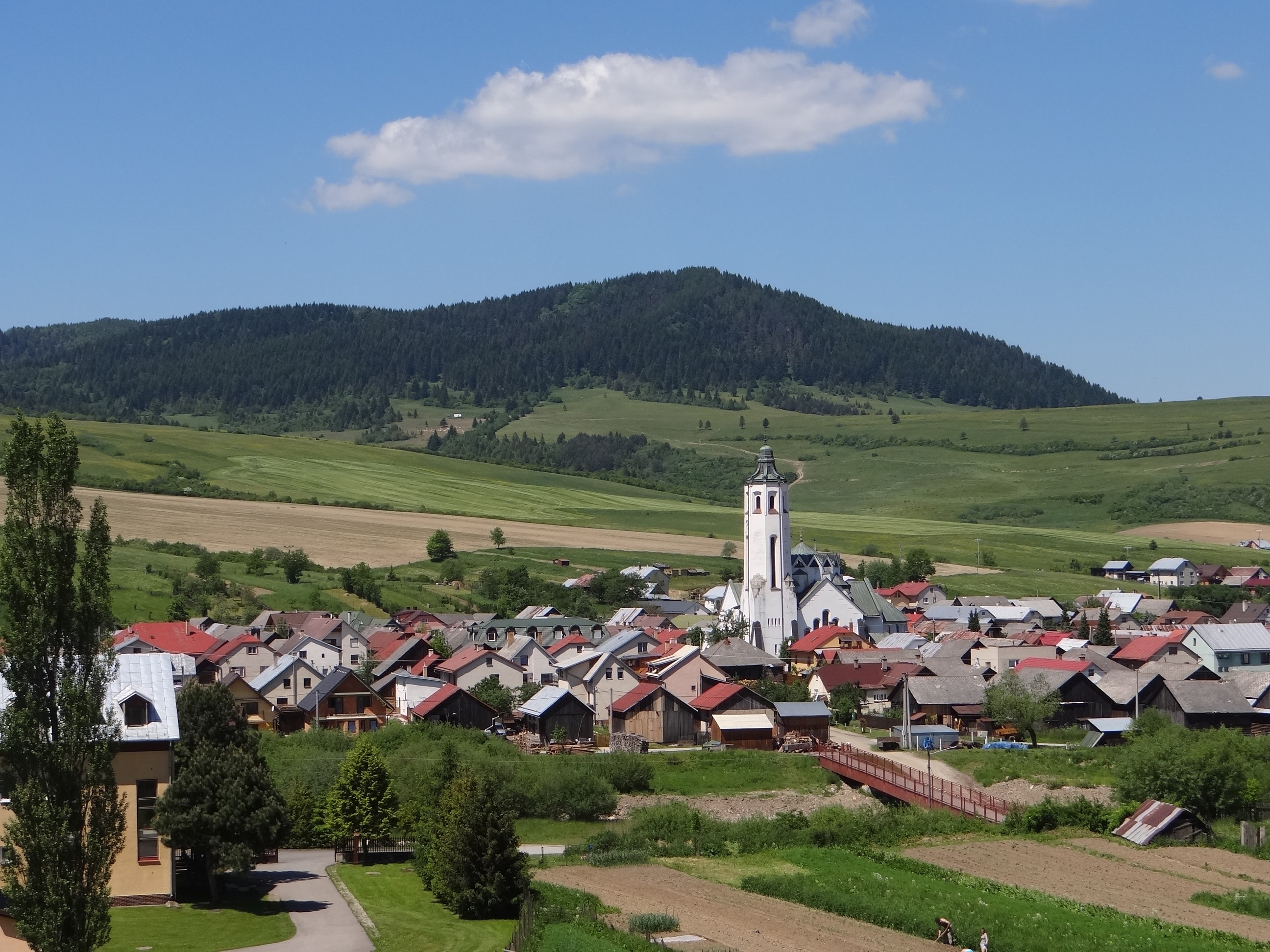